# Trinity (přehrada v Kalifornii)
Trinity dam je přehrada na řece Trinity, asi 11 km severovýchodně od Weaverville v Kalifornii ve Spojených státech. Přehrada byla dokončena začátkem 60. let jako součást federálního projektu Central Valley, jehož cílem bylo přivést vodu na zavlažování do agrární oblasti San Joaquin Valley.
164 m vysoká sypaná gravitační (tížinná) hráz vytváří stejnojmennou vodní nádrž, která je s objemem 3 000 000 000 m3 3. největší vodní nádrží v Kalifornii. Pod hrází je umístěna vodní elektrárna, která dodává elektřinu do zemědělských oblastí a nádrž mimo jiné zajišťuje ochranu před povodněmi na řece Trinity. Nicméně přehrada má i negativní dopady, mezi které patří například znemožnění tahu lososů proti proudu řeky.

## Externí odkazy

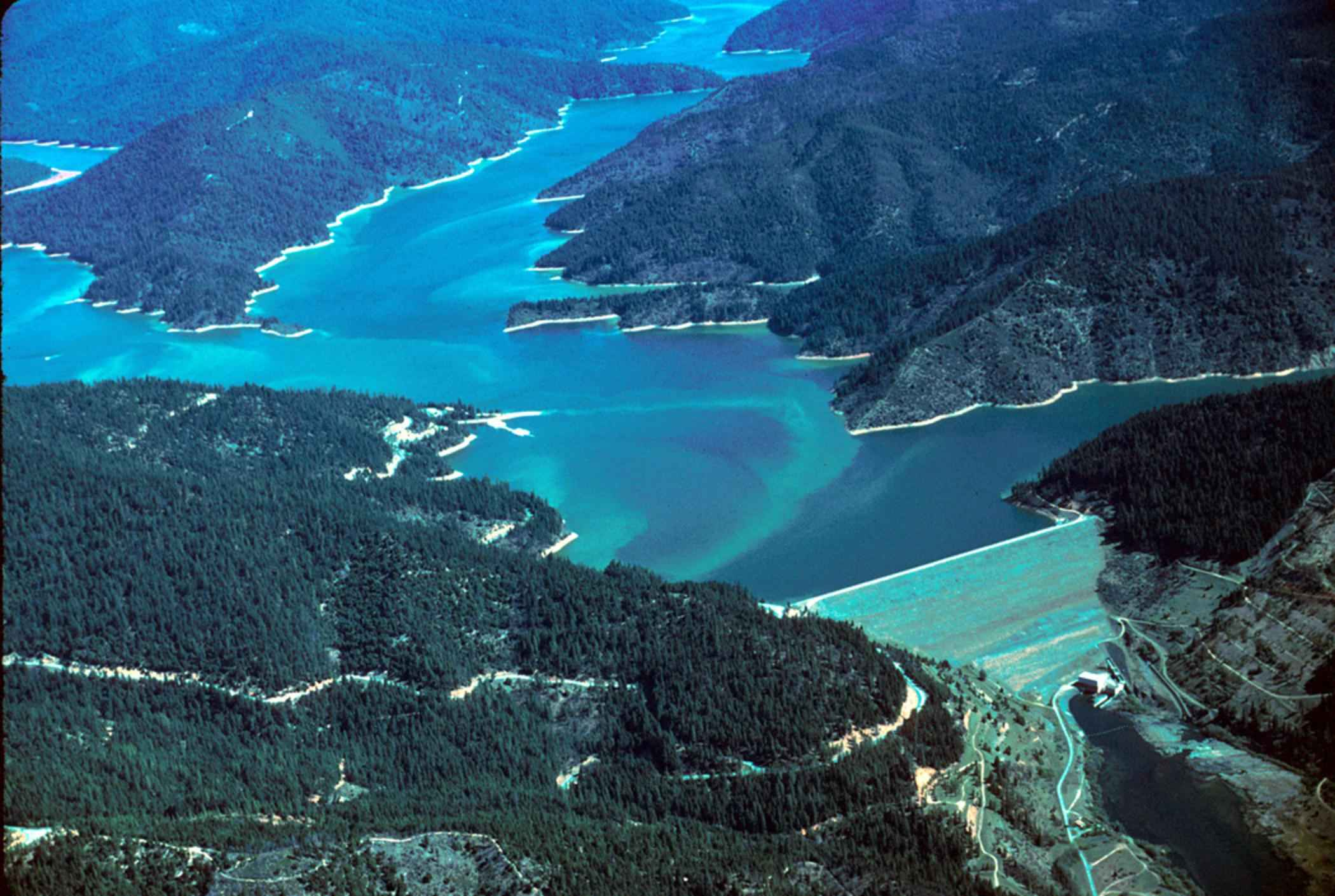